# Reformierte Kirche Says

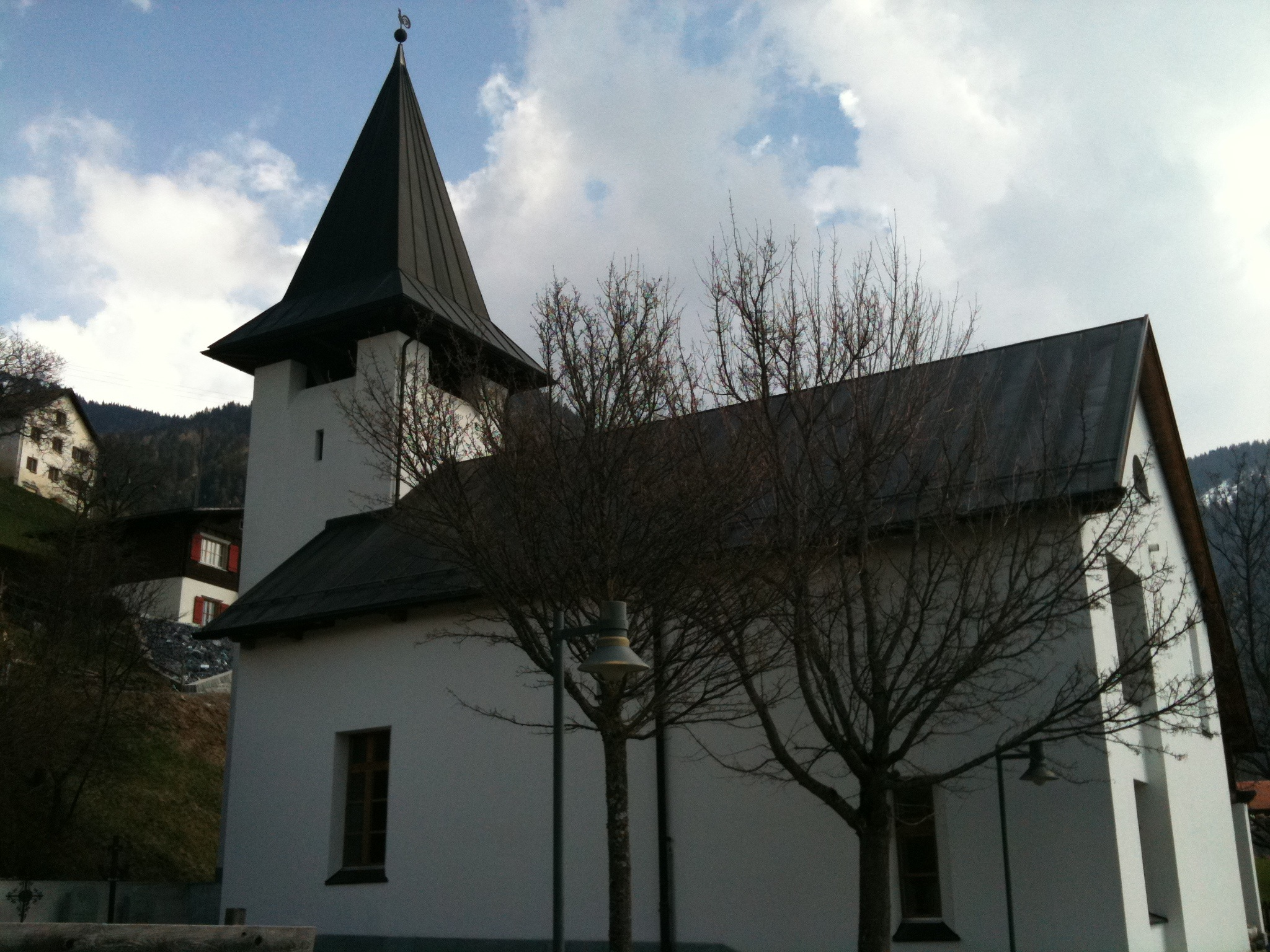
Reformierte Kirche Says

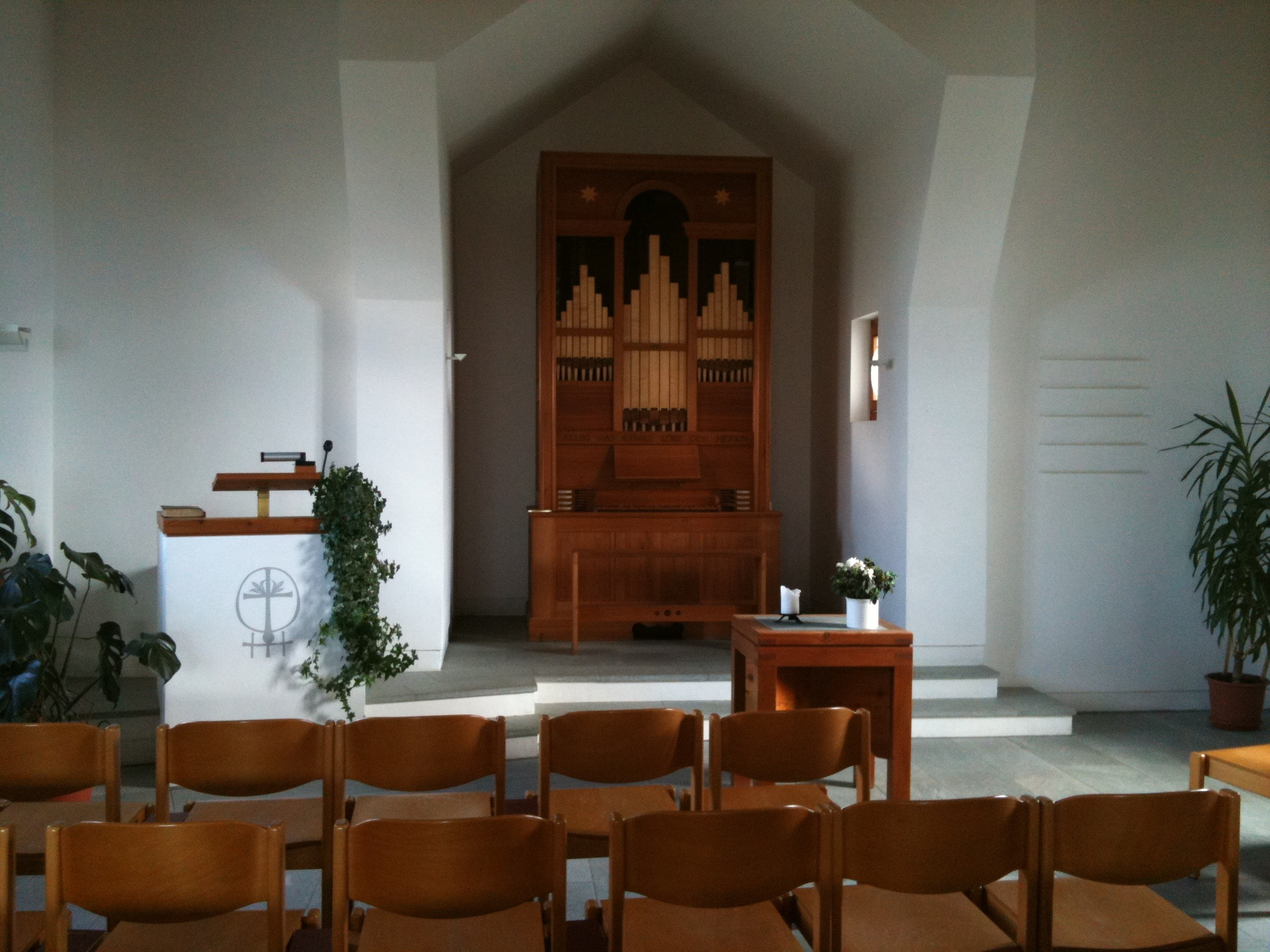
Das Kircheninnere

Die reformierte Kirche in Says oberhalb von Trimmis im Churer Rheintal ist ein evangelisch-reformiertes Gotteshaus unter dem Denkmalschutz des Kantons Graubünden.

## Geschichte und Ausstattung
Die Kirche samt Räumlichkeiten eines kleinen Gemeindehauses im ersten Stock wurde 1986 in einem schmucken und zugleich klassisch-schlichten Stil errichtet. Bis dahin verfügte Says über keine eigene Kirche. Nachdem Says 1526 der Reformation beigetreten war, gehörte man anfänglich – da Trimmis vorerst beim alten Glauben blieb – in einer Pastorationsgemeinschaft zu Felsberg, anschliessend nach dem Ende der Bündner Wirren seit 1646 zum reformierten Teil von Trimmis.
Im Kircheninneren steht ein Abendmahlstisch im Mittelpunkt. Die 1986 von Arno Caluori erbaute Orgel mit acht Registern ist in eine kleine polygonale Apsis eingefügt.

## Kirchliche Organisation
Die Evangelisch-reformierte Landeskirche Graubünden führt Says als Predigtstätte der Gesamtkirchgemeinde Trimmis-Says.

## Galerie

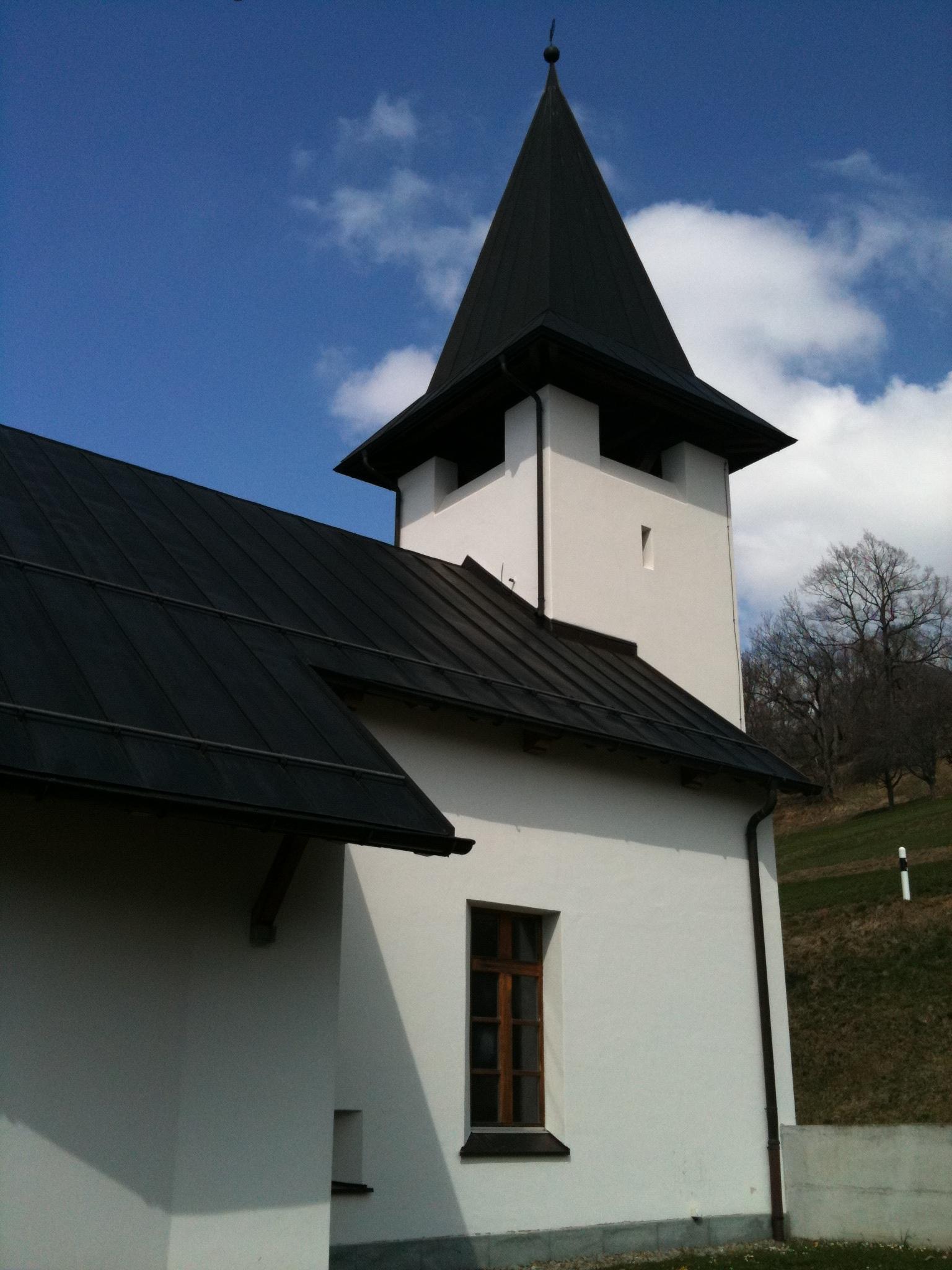
Turm über dem Chor
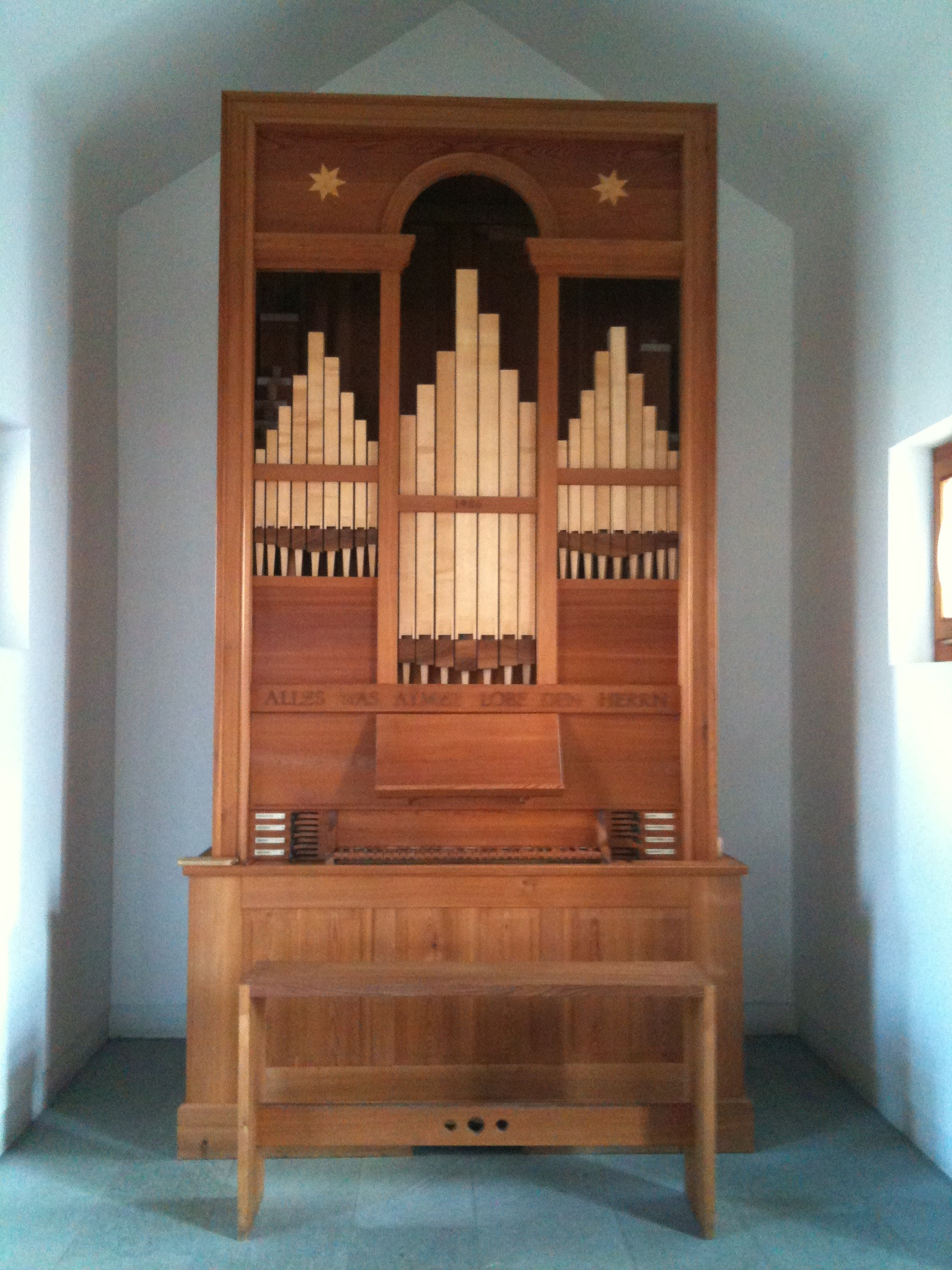
Orgel
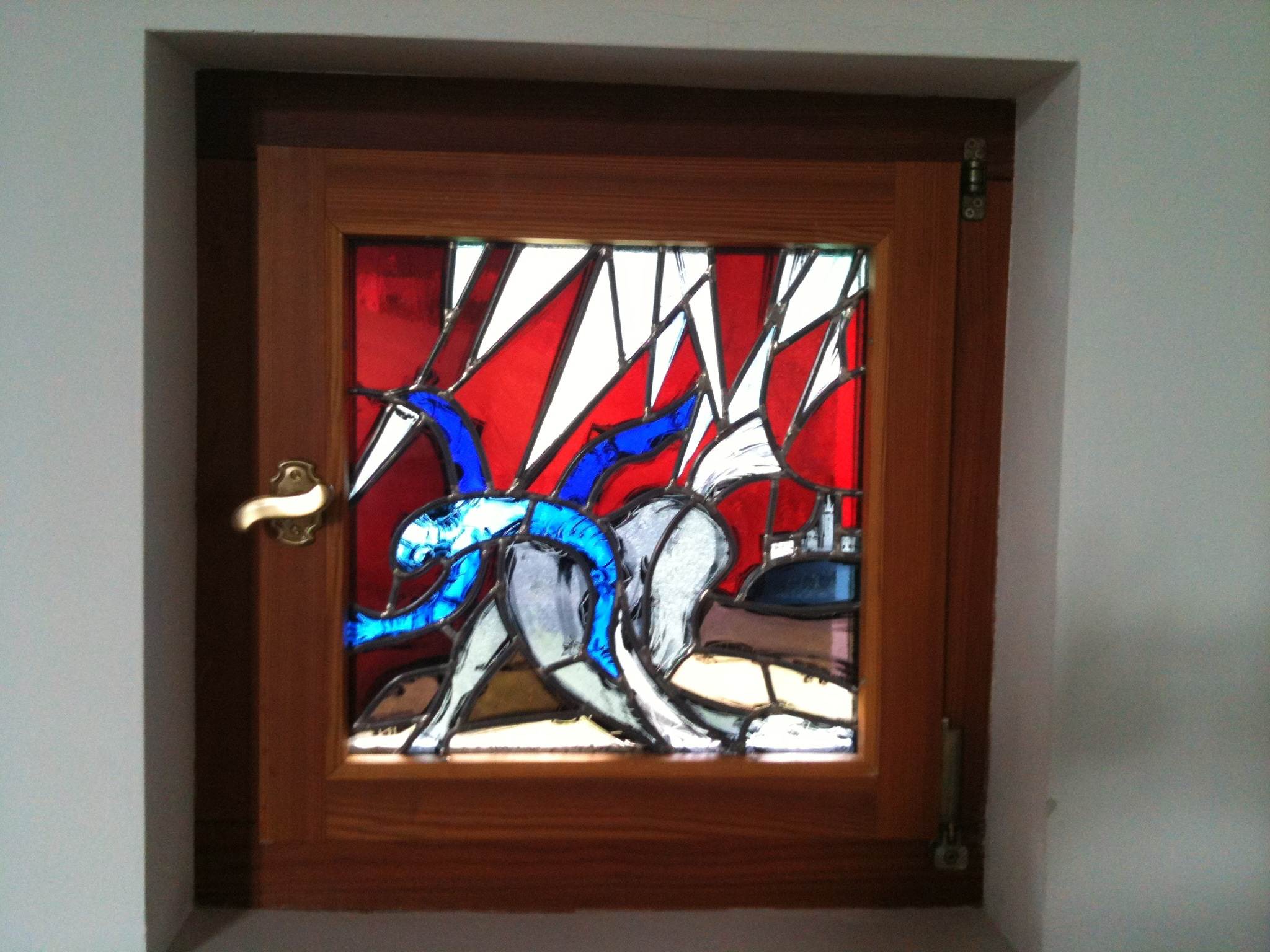
Glasfenster
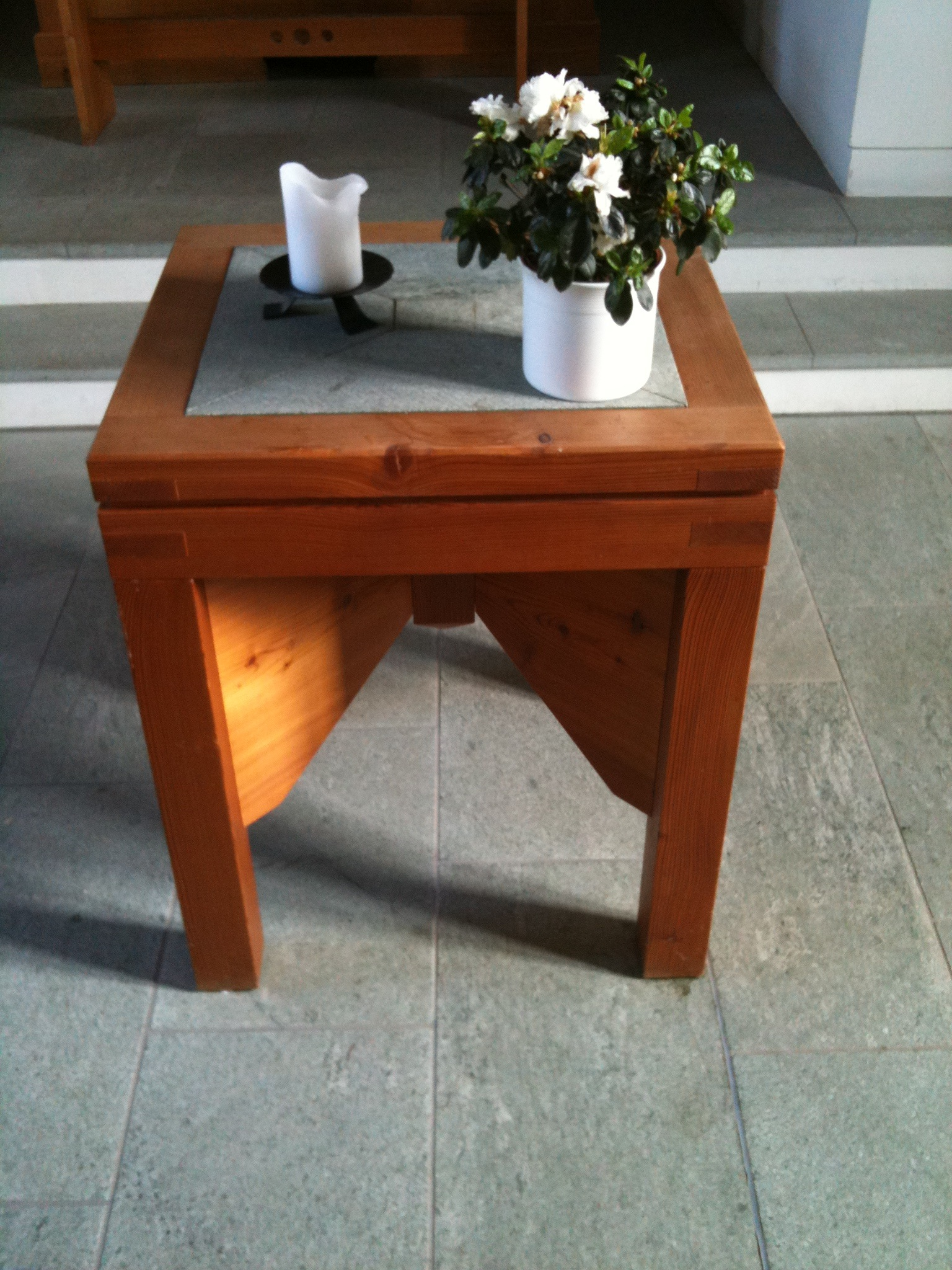
Tauftisch